# Гліняни (Нижньосілезьке воєводство)
Гліняни (пол. Gliniany, нім. Gleinau) — село в Польщі, у гміні Волув Воловського повіту Нижньосілезького воєводства.
Населення — 179 осіб (2011).
У 1975-1998 роках село належало до Вроцлавського воєводства.

## Демографія
Демографічна структура станом на 31 березня 2011 року:
|          | Загалом | Допрацездатний вік | Працездатний вік | Постпрацездатний вік |
| -------- | ------- | ------------------ | ---------------- | -------------------- |
| Чоловіки | 101     | 16                 | 75               | 10                   |
| Жінки    | 78      | 13                 | 46               | 19                   |
| Разом    | 179     | 29                 | 121              | 29                   |